# Simulium futaense
Simulium futaense är en tvåvingeart som beskrevs av Garms och George Edward Post 1966. Simulium futaense ingår i släktet Simulium och familjen knott. Inga underarter finns listade i Catalogue of Life.